# Вера (имя)
Ве́ра — женское русское личное имя старославянского происхождения; является калькой с др.-греч. Πίστις (Пистис), имени раннехристианской святой. В древнегреческой мифологии др.-греч. Πίστιος («Пистиос», верный) — один из эпитетов Зевса.
Имя вошло в русский именослов вместе с именами Надежда и Любовь; история существования всех трёх имён в русском языке во многом сходна.

## Происхождение имени
Имена Вера, Надежда, Любовь в христианском именослове соотносятся с мученицами-сёстрами, казнёнными ок. 120 (или ок. 137) года по приказу императора Адриана. Старшей из сестёр, по имени Пистис (Вера), было на момент кончины, согласно преданию, 12 лет.
Легенда о святой Софии (имя которой в переводе означает «премудрость») и её дочерях получила широкое распространение в эпоху раннего Средневековья, однако первые свидетельства поклонения святым относятся только к VII веку, а ранние жития датируются VII—VIII веками. Эти обстоятельства, а также противоречия в разных вариантах житий и тот факт, что имена святых отсутствуют в ранних мартирологах, позволили позднейшим исследователям усомниться в реальности персоналий. Так, болландисты полагали, что Вера, Надежда, Любовь и София не были историческими личностями, а являлись аллегорическими персонификациями христианских добродетелей.
В IX веке при переводе богослужебных книг на церковнославянский язык имена сестёр были переведены, что представляет собой исключительный случай (собственно, именно при переводе нарицательное слово «вера» стало личным именем). Подавляющее большинство имён святых сохраняли своё оригинальное звучание, в большей или меньшей степени адаптируясь к особенностям славянских языков. Факт перевода интерпретировался исследователями как косвенное свидетельство мифичности персоналий: средневековым переводчикам с греческого предположительно было понятно, что в житии рассказывается аллегорическая история. Помимо имён трёх сестёр, только два имени (из нескольких сотен) также были калькированы с греческого: это Леон и Синесий (соответственно — Лев и Разумник).
В более поздних переводах, осуществлявшихся в Древней Руси, калькировалось также имя матери мучениц — Премудрость, но традиция, аналогичная именам её дочерей, в отношении этого имени не сложилась.

## Частотность имени
В русской именной традиции имена Вера, Надежда и Любовь не использовались в течение весьма продолжительного времени — вплоть до начала XVIII века; этими именами, хотя они и содержались в святцах, не нарекали при крещении. Причина, как указывал В. А. Никонов, кроется в явной связи имён с нарицательной лексикой: они выбивались из сложившейся церковной системы имён, в которой официальные, крестильные имена не имели других смыслов, кроме обозначения того или иного святого.
Но после восшествия на престол императрицы Елизаветы Петровны (1742), происшедшего под знаком борьбы с засильем иностранцев в России, обозначился рост русского национального самосознания. В царствование Елизаветы Петровны имена, единственные во всём списке звучавшие явно по-русски, оказались востребованными, и прежде всего в дворянских семьях. Верой звали сестру тайного мужа Елизаветы Петровны, А. Г. Разумовского, в честь которой была наречена и племянница, Вера Апраксина. Во второй половине XVIII века, по данным Никонова, частотность имени Вера среди дворянок составляла 15 ‰ (то есть 15 носителей на тысячу). В тот же период имя встречалось в крестьянской и купеческой средах, но реже (колебания составляют от 1 до 7 ‰ в зависимости от местности). В XIX веке отношение к имени в целом не менялось: оно по-прежнему считалось именем преимущественно дворянским, уместным у образованных классов.
Период наибольшей популярности имени отмечался в первой половине XX века. По данным А. Я. Шайкевича, в Москве в 1900—1909 годах имя занимало 7-е место по частоте наречения новорождённых (с частотностью 39 ‰); в 1924—1932 годы имя уже на 5-м месте (частотность 45 ‰). Но в послевоенные годы в Москве имя уже не входило в десятку самых популярных имён. Данные В. А. Никонова по регионам центральной России за 1961 год показывают, что имя Вера чаще использовалось в сельской местности (частотность от 15 ‰ в районах Костромской области до 55 ‰ в районах Пензенской области; в городах центральной России этот показатель колебался от 7 ‰ в Калуге до 20 ‰ в Пензе). В дальнейшем, как показывает статистика, собранная А. В. Суперанской и А. В. Сусловой по Ленинграду, частотность имени показывала угасающую динамику. Если в Ленинграде среди родившихся в 1930-е годы частотность имени составляла 32 ‰, то среди родившихся в 1960-е годы — 6 ‰, а у новорождённых конца 1980-х — только 2 ‰.

## Именины
- Православные именины (даты даны по григорианскому календарю):  30 сентября[8].

## Носительницы имени

### Святые
- Вера Римская — общехристианская мученица, пострадавшая в гонения императора Адриана; одна из трёх дочерей (вместе с Надеждой и Любовью) святой Софии Римской; память 17 (30) сентября;
- Вера, мученица, память 14 октября;
- Вера (Графова), преподобная, исповедница, память 2 (15) декабря;
- Вера (Морозова), преподобномученица, собор Бутовских новомучеников, память 13 (26) февраля;
- Вера (Самсонова), мученица, ктитор, собор Рязанских святых, память 1 (14) июня;
- Вера (Трукс), мученица, память 18 (31) декабря.
- Вера Молчальница (? — 1861) — православная подвижница, затворница Сыркова Девичьего монастыря в Новгородской области, хранившая 23 года обет молчания.

### Прочие религиозные деятельницы
- Вера (Полюхова) (ок. 1750 — 1823) — основательница женской монашеской общины в городе Ардатове Нижегородской губернии.